# Сент Хеленс (Енглеска)
Сент Хеленс (енгл. Saint Helens) је град у Уједињеном Краљевству у Енглеској. Према процени из 2007. у граду је живело 102.284 становника.

## Становништво
Према процени, у граду је 2008. живело 102.284 становника.
| 1981.   | 1991.   | 2001.   |
| ------- | ------- | ------- |
| 114,397 | 106,293 | 102,629 |